# 熊耳草
熊耳草（学名：Ageratum houstonianum），或稱紫花霍香薊，为菊科藿香蓟属下的一个种。一年生灌木，原產中美洲，可用於園藝。